# Synagoge (Bern)

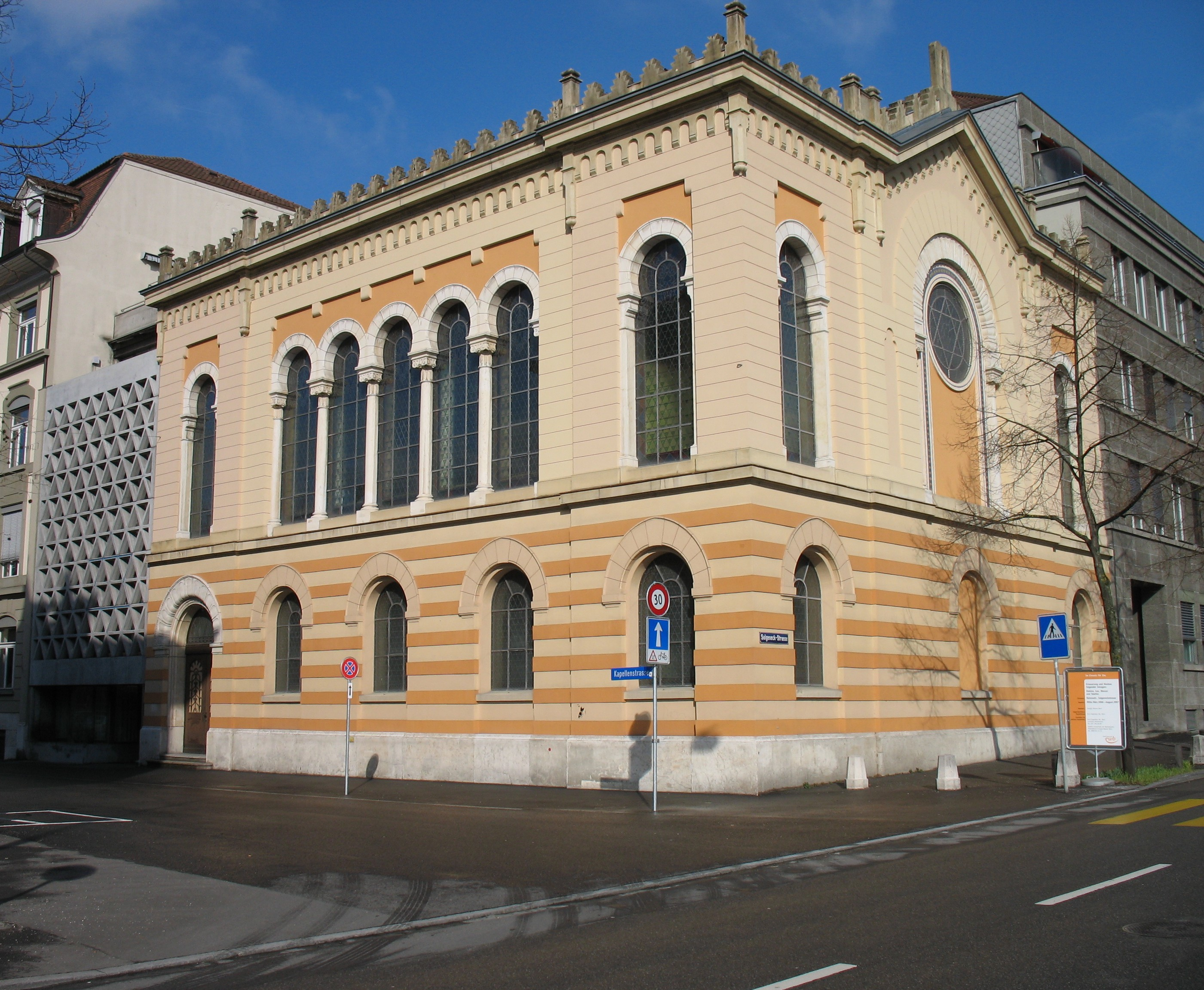
Berner Synagoge

Die Synagoge von Bern wurde ab 1905 im sogenannten maurischen Stil erbaut und am 10. September 1906 in Anwesenheit von Delegationen der grösseren Schwestergemeinden, der Behörden, der Stadtgeistlichkeit, des Burgerrates und der Universität Bern von dem Rabbiner Martin Littmann (1864–1945) feierlich eingeweiht. Sie entstand nach Plänen von Eduard Rybi, der, zusammen mit Ernst Salchli, auch die St. Ursula’s Church entworfen hatte.
Der Bundespräsident Ludwig Forrer drückte anderntags in einem handschriftlichen Brief sein Bedauern aus, dass er verhindert war, der Einweihung beizuwohnen.
Nachdem die Juden im Spätmittelalter aus Bern vertrieben worden waren, wurde die erste Synagoge der Neuzeit um 1812 in der Zeughausgasse eingerichtet, zog später an die Aarbergergasse 22 und 1855 an die Genfergasse 11 um. Die heutige Synagoge von Bern befindet sich an der Kapellenstrasse 2.
1971 wurde der Bau durch ein an die Synagoge angebautes Gemeindehaus von Architekt Alfred Bürki erweitert.